# BAFTA al millor guió original
El BAFTA al millor guió original és un dels premis BAFTA atorgats per la British Academy of Film and Television Arts (BAFTA) en una cerimònia anual des de 1984, en reconeixement del millor guió cinematogràfic. La categoria anterior, el BAFTA al millor guió, es va dividir en aquesta categoria i en la de BAFTA al millor guió adaptat.

## Guanyadors i nominats
Els anys indicats són aquells en què es va celebrar la cerimònia, que té lloc l'any següent de l'estrena de les pel·lícules en qüestió.

### Dècada del 1980
| Any  | Pel·lícula                                           | Nominat(s)                             |
| ---- | ---------------------------------------------------- | -------------------------------------- |
| 1984 | The King of Comedy                                   | Paul D. Zimmerman                      |
| 1984 | Un personatge genial (Local Hero)                    | Bill Forsyth                           |
| 1984 | Trading Places                                       | Timothy Harris i Herschel Weingrod     |
| 1984 | Zelig                                                | Woody Allen                            |
| 1985 | Broadway Danny Rose                                  | Woody Allen                            |
| 1985 | Retrobament (The Big Chill)                          | Barbara Benedek i Lawrence Kasdan      |
| 1985 | Comfort and Joy                                      | Bill Forsyth                           |
| 1985 | Funció privada (A Private Function)                  | Alan Bennett                           |
| 1986 | La rosa porpra del Caire (The Purple Rose of Cairo)  | Woody Allen                            |
| 1986 | Retorn al futur (Back to the Future)                 | Bob Gale i Robert Zemeckis             |
| 1986 | La meva preciosa bugaderia (My Beautiful Laundrette) | Hanif Kureishi                         |
| 1986 | L'únic testimoni (Witness)                           | William Kelley i Earl W. Wallace       |
| 1987 | Hannah i les seves germanes (Hannah and Her Sisters) | Woody Allen                            |
| 1987 | Cocodril Dundee (Crocodile Dundee)                   | John Cornell, Paul Hogan, i Ken Shadie |
| 1987 | La missió (The Mission)                              | Robert Bolt                            |
| 1987 | Mona Lisa                                            | Neil Jordan i David Leland             |
| 1988 | Wish You Were Here                                   | David Leland                           |
| 1988 | Esperança i glòria (Hope and Glory)                  | John Boorman                           |
| 1988 | Serveis molt personals (Personal Services)           | David Leland                           |
| 1988 | Dies de ràdio (Radio Days)                           | Woody Allen                            |
| 1989 | A World Apart                                        | Shawn Slovo                            |
| 1989 | Au revoir les enfants                                | Louis Malle                            |
| 1989 | Un peix anomenat Wanda (A Fish Called Wanda)         | John Cleese                            |
| 1989 | Encís de lluna (Moonstruck)                          | John Patrick Shanley                   |

### Dècada del 1990
| Any  | Pel·lícula                                                                    | Nominat(s)                             |
| ---- | ----------------------------------------------------------------------------- | -------------------------------------- |
| 1990 | Quan en Harry va trobar la Sally (When Harry Met Sally...)                    | Nora Ephron                            |
| 1990 | El club dels poetes morts (Dead Poets Society)                                | Tom Schulman                           |
| 1990 | Rain Man                                                                      | Ronald Bass i Barry Morrow             |
| 1990 | Sexe, mentides i cintes de vídeo (Sex, lies, and videotape)                   | Steven Soderbergh                      |
| 1991 | Cinema Paradiso (Nuovo Cinema Paradiso)                                       | Giuseppe Tornatore                     |
| 1991 | Delictes i faltes (Crimes and Misdemeanors)                                   | Woody Allen                            |
| 1991 | Ghost                                                                         | Bruce Joel Rubin                       |
| 1991 | Pretty Woman                                                                  | J.F. Lawton                            |
| 1992 | Un fantasma enamorat (Truly, Madly, Deeply)                                   | Anthony Minghella                      |
| 1992 | El rei pescador (The Fisher King)                                             | Richard LaGravenese                    |
| 1992 | Matrimoni de conveniència (Green Card)                                        | Peter Weir                             |
| 1992 | Thelma i Louise (Thelma & Louise)                                             | Callie Khouri                          |
| 1993 | Marits i mullers (Husbands and Wives)                                         | Woody Allen                            |
| 1993 | Joc de llàgrimes (The Crying Game)                                            | Neil Jordan                            |
| 1993 | Escolteu la meva cançó (Hear My Song)                                         | Peter Chelsom i Adrian Dunbar          |
| 1993 | Sense perdó (Unforgiven)                                                      | David Webb Peoples                     |
| 1994 | Atrapat en el temps (Groundhog Day)                                           | Harold Ramis i Danny Rubin             |
| 1994 | En la línia de foc (In the Line of Fire)                                      | Jeff Maguire                           |
| 1994 | El piano (The Piano)                                                          | Jane Campion                           |
| 1994 | Alguna cosa per recordar (Sleepless in Seattle)                               | Jeff Arch, Nora Ephron i David S. Ward |
| 1995 | Pulp Fiction                                                                  | Roger Avary i Quentin Tarantino        |
| 1995 | Les aventures de Priscilla (The Adventures of Priscilla, Queen of the Desert) | Stephan Elliott                        |
| 1995 | Quatre bodes i un funeral (Four Weddings and a Funeral)                       | Richard Curtis                         |
| 1995 | Filadèlfia (Philadelphia)                                                     | Ron Nyswaner                           |
| 1996 | Sospitosos habituals (The Usual Suspects)                                     | Christopher McQuarrie                  |
| 1996 | Bales sobre Broadway (Bullets Over Broadway)                                  | Woody Allen i Douglas McGrath          |
| 1996 | La boda de Muriel (Muriel's Wedding)                                          | P.J. Hogan                             |
| 1996 | Seven                                                                         | Andrew Kevin Walker                    |
| 1997 | Secrets i mentides (Secrets & Lies)                                           | Mike Leigh                             |
| 1997 | Tocant el vent (Brassed Off)                                                  | Mark Herman                            |
| 1997 | Fargo                                                                         | Ethan i Joel Coen                      |
| 1997 | Lone Star                                                                     | John Sayles                            |
| 1997 | Shine                                                                         | Jan Sardi                              |
| 1998 | Nil by Mouth                                                                  | Gary Oldman                            |
| 1998 | Boogie Nights                                                                 | Paul Thomas Anderson                   |
| 1998 | The Full Monty                                                                | Simon Beaufoy                          |
| 1998 | Mrs. Brown                                                                    | Jeremy Brock                           |
| 1999 | The Truman Show                                                               | Andrew Niccol                          |
| 1999 | Elisabet (Elizabeth)                                                          | Michael Hirst                          |
| 1999 | La vida és bella (La vita è bella)                                            | Roberto Benigni i Vincenzo Cerami      |
| 1999 | Shakespeare in Love                                                           | Marc Norman i Tom Stoppard             |

### Dècada del 2000
| Any  | Pel·lícula                                          | Nominat(s)                                           |
| ---- | --------------------------------------------------- | ---------------------------------------------------- |
| 2000 | Being John Malkovich                                | Charlie Kaufman                                      |
| 2000 | Todo sobre mi madre                                 | Pedro Almodóvar                                      |
| 2000 | American Beauty                                     | Alan Ball                                            |
| 2000 | El sisè sentit (The Sixth Sense)                    | M. Night Shyamalan                                   |
| 2000 | Topsy-Turvy                                         | Mike Leigh                                           |
| 2001 | Almost Famous (Gairebé famosos)                     | Cameron Crowe                                        |
| 2001 | Billy Elliot                                        | Lee Hall                                             |
| 2001 | Erin Brockovich                                     | Susannah Grant                                       |
| 2001 | Gladiator                                           | David Franzoni, John Logan, i William Nicholson      |
| 2001 | O Brother, Where Art Thou?                          | Ethan i Joel Coen                                    |
| 2002 | Amélie (Le Fabuleux Destin d'Amélie Poulain)        | Jean-Pierre Jeunet i Guillaume Laurant               |
| 2002 | Gosford Park                                        | Julian Fellowes, Steven Zaillian, i Kenneth Lonergan |
| 2002 | Moulin Rouge!                                       | Baz Luhrmann i Craig Pearce                          |
| 2002 | The Others                                          | Alejandro Amenábar                                   |
| 2002 | The Royal Tenenbaums                                | Wes Anderson i Owen Wilson                           |
| 2003 | Hable con ella                                      | Pedro Almodóvar                                      |
| 2003 | Y tu mamá también                                   | Alfonso i Carlos Cuarón                              |
| 2003 | Dirty Pretty Things                                 | Steven Knight                                        |
| 2003 | Gangs of New York                                   | Jay Cocks, Steven Zaillian, i Kenneth Lonergan       |
| 2003 | The Magdalene Sisters                               | Peter Mullan                                         |
| 2004 | The Station Agent                                   | Thomas McCarthy                                      |
| 2004 | 21 Grams                                            | Guillermo Arriaga                                    |
| 2004 | Les Invasions barbares                              | Denys Arcand                                         |
| 2004 | Buscant en Nemo (Finding Nemo)                      | Bob Peterson, David Reynolds, i Andrew Stanton       |
| 2004 | Lost in Translation                                 | Sofia Coppola                                        |
| 2005 | Eternal Sunshine of the Spotless Mind               | Charlie Kaufman                                      |
| 2005 | L'aviador (The Aviator)                             | John Logan                                           |
| 2005 | Collateral                                          | Stuart Beattie                                       |
| 2005 | Ray                                                 | James L. White                                       |
| 2005 | El secret de Vera Drake (Vera Drake)                | Mike Leigh                                           |
| 2006 | Crash                                               | Paul Haggis i Robert Moresco                         |
| 2006 | Cinderella Man                                      | Akiva Goldsman i Cliff Hollingsworth                 |
| 2006 | Bona nit i bona sort (Good Night, and Good Luck)    | George Clooney i Grant Heslov                        |
| 2006 | Hotel Rwanda                                        | Terry George i Keir Pearson                          |
| 2006 | Mrs Henderson Presents                              | Martin Sherman                                       |
| 2007 | Petita Miss Sunshine (Little Miss Sunshine)         | Michael Arndt                                        |
| 2007 | Babel                                               | Guillermo Arriaga                                    |
| 2007 | El laberinto del fauno                              | Guillermo del Toro                                   |
| 2007 | La reina (The Queen)                                | Peter Morgan                                         |
| 2007 | United 93                                           | Paul Greengrass                                      |
| 2008 | Juno                                                | Diablo Cody                                          |
| 2008 | American Gangster                                   | Steven Zaillian                                      |
| 2008 | La vida dels altres (Das Leben der Anderen)         | Florian Henckel von Donnersmarck                     |
| 2008 | Michael Clayton                                     | Tony Gilroy                                          |
| 2008 | This Is England                                     | Shane Meadows                                        |
| 2009 | Amagats a Bruges (In Bruges)                        | Martin McDonagh                                      |
| 2009 | Cremeu-ho després de llegir-ho (Burn After Reading) | Ethan i Joel Coen                                    |
| 2009 | L'intercanvi (Changeling)                           | J. Michael Straczynski                               |
| 2009 | Il y a longtemps que je t'aime                      | Philippe Claudel                                     |
| 2009 | Em dic Harvey Milk (Milk)                           | Dustin Lance Black                                   |

### Dècada del 2010
| Any                                       | Pel·lícula                                                                              | Nominat(s)                                  |
| ----------------------------------------- | --------------------------------------------------------------------------------------- | ------------------------------------------- |
| 2010                                      |                                                                                         |                                             |
| En terra hostil (The Hurt Locker)         | Mark Boal                                                                               |                                             |
| Ressaca a Las Vegas (The Hangover)        | Jon Lucas i Scott Moore                                                                 |                                             |
| Maleïts malparits (Inglourious Basterds)  | Quentin Tarantino                                                                       |                                             |
| Un home seriós (A Serious Man)            | Joel Coen i Ethan Coen                                                                  |                                             |
| Up                                        | Pete Docter i Bob Peterson                                                              |                                             |
| 2011                                      | El discurs del rei (The King's Speech)                                                  | David Seidler                               |
| 2011                                      | El cigne negre (Black Swan)                                                             | Mark Heyman, Andrés Heinz i John McLaughlin |
| 2011                                      | The Fighter                                                                             | Scott Silver, Paul Tamasy i Eric Johnson    |
| 2011                                      | Origen (Inception)                                                                      | Christopher Nolan                           |
| 2011                                      | Els nois estan bé (The Kids Are All Right)                                              | Lisa Cholodenko i Stuart Blumberg           |
| 2012                                      | The Artist                                                                              | Michel Hazanavicius                         |
| 2012                                      | Midnight in Paris                                                                       | Woody Allen                                 |
| 2012                                      | The Guard                                                                               | John Michael McDonagh                       |
| 2012                                      | La dama de ferro (The Iron Lady)                                                        | Abi Morgan                                  |
| 2012                                      | Bridesmaids                                                                             | Annie Mumolo, Kristen Wiig                  |
| 2013                                      | Django desencadenat (Django Unchained)                                                  | Quentin Tarantino                           |
| 2013                                      | Amor (Amour)                                                                            | Michael Haneke                              |
| 2013                                      | The Master                                                                              | Paul Thomas Anderson                        |
| 2013                                      | Moonrise Kingdom                                                                        | Wes Anderson, Roman Coppola                 |
| 2013                                      | Zero Dark Thirty                                                                        | Mark Boal                                   |
| 2014                                      |                                                                                         |                                             |
| American Hustle                           | Eric Warren Singer i David O. Russell                                                   |                                             |
| Blue Jasmine                              | Woody Allen                                                                             |                                             |
| Gravity                                   | Alfonso Cuarón i Jonás Cuarón                                                           |                                             |
| Inside Llewyn Davis                       | Joel Coen i Ethan Coen                                                                  |                                             |
| Nebraska                                  | Bob Nelson                                                                              |                                             |
| 2015                                      |                                                                                         |                                             |
| The Grand Budapest Hotel                  | Wes Anderson i Hugo Guinness                                                            |                                             |
| Birdman                                   | Alejandro González Iñárritu, Nicolás Giacobone, Alexander Dinelaris Jr. i Armando Bó Jr |                                             |
| Boyhood                                   | Richard Linklater                                                                       |                                             |
| Nightcrawler                              | Dan Gilroy                                                                              |                                             |
| Whiplash                                  | Damien Chazelle                                                                         |                                             |
| 2016                                      |                                                                                         |                                             |
| Spotlight                                 | Tom McCarthy i Josh Singer                                                              |                                             |
| Bridge of Spies                           | Matt Charman, Joel Coen i Ethan Coen                                                    |                                             |
| Ex Machina                                | Alex Garland                                                                            |                                             |
| The Hateful Eight                         | Quentin Tarantino                                                                       |                                             |
| Del revés (Inside Out)                    | Pete Docter, Josh Cooley i Meg LeFauve                                                  |                                             |
| 2017                                      |                                                                                         |                                             |
| Manchester by the Sea                     | Kenneth Lonergan                                                                        |                                             |
| Comancheria (Hell or High Water)          | Taylor Sheridan                                                                         |                                             |
| Jo, Daniel Blake (I, Daniel Blake)        | Paul Laverty                                                                            |                                             |
| La La Land                                | Damien Chazelle                                                                         |                                             |
| Moonlight                                 | Barry Jenkins                                                                           |                                             |
| 2018                                      |                                                                                         |                                             |
| Three Billboards Outside Ebbing, Missouri | Martin McDonagh                                                                         |                                             |
| Get Out                                   | Jordan Peele                                                                            |                                             |
| Jo, Tonya (I, Tonya)                      | Steven Rogers                                                                           |                                             |
| Lady Bird                                 | Greta Gerwig                                                                            |                                             |
| The Shape of Water                        | Guillermo del Toro i Vanessa Taylor                                                     |                                             |
| 2019                                      |                                                                                         |                                             |
| The Favourite                             | Deborah Davis i Tony McNamara                                                           |                                             |
| Guerra freda (Zimna wojna / Cold War)     | Paweł Pawlikowski i Janusz Głowacki                                                     |                                             |
| Green Book                                | Nick Vallelonga, Brian Hayes Currie i Peter Farrelly                                    |                                             |
| Roma                                      | Alfonso Cuarón                                                                          |                                             |
| El vici del poder (Vice)                  | Adam McKay                                                                              |                                             |

### Dècada del 2020
| Any                                                             | Pel·lícula                                                    | Nominat(s) |
| --------------------------------------------------------------- | ------------------------------------------------------------- | ---------- |
| 2020                                                            |                                                               |            |
| Paràsits (Parasite)                                             | Han Jin Won i Bong Joon-ho                                    |            |
| Booksmart                                                       | Susanna Fogel, Emily Halpern, Sarah Haskins i Katie Silberman |            |
| Marriage Story                                                  | Noah Baumbach                                                 |            |
| Punyals per l'esquena (Knives Out)                              | Rian Johnson                                                  |            |
| Once Upon a Time in Hollywood                                   | Quentin Tarantino                                             |            |
| 2021                                                            |                                                               |            |
| Promising Young Woman                                           | Emerald Fennell                                               |            |
| Una altra ronda (Druk / Another Round)                          | Tobias Lindholm i Thomas Vinterberg                           |            |
| Mank                                                            | Jack Fincher                                                  |            |
| Rocks                                                           | Theresa Ikoko i Claire Wilson                                 |            |
| The Trial of the Chicago 7                                      | Aaron Sorkin                                                  |            |
| 2022                                                            |                                                               |            |
| Licorice Pizza                                                  | Paul Thomas Anderson                                          |            |
| Being the Ricardos                                              | Aaron Sorkin                                                  |            |
| Belfast                                                         | Kenneth Branagh                                               |            |
| Don't Look Up                                                   | Adam McKay                                                    |            |
| King Richard                                                    | Zach Baylin                                                   |            |
| 2023                                                            |                                                               |            |
| The Banshees of Inisherin                                       | Martin McDonagh                                               |            |
| Tot a la vegada a tot arreu (Everything Everywhere All at Once) | Daniel Kwan i Daniel Scheinert                                |            |
| The Fabelmans                                                   | Tony Kushner i Steven Spielberg                               |            |
| Tár                                                             | Todd Field                                                    |            |
| Triangle of Sadness                                             | Ruben Östlund                                                 |            |